# Potrzeby mobilizacyjne
Potrzeby mobilizacyjne (ang. mobilization  requirements  of  the  state) –  brakująca  w stosunku do należności określonych etatem czasu wojennego i tabelą należności  liczba  żołnierzy,  środków  transportowych,  maszyn,  urządzeń  i  środków materiałowych niezbędnych do uzupełnienia jednostki w czasie jej mobilizacyjnego rozwijania.   Potrzeby   mobilizacyjne   w   zakresie   stanu osobowego  oraz  środków transportowych i maszyn dzielą się na potrzeby etatowe i ponadetatowe.
Etatowe potrzeby mobilizacyjne
Etatowe potrzeby mobilizacyjne to różnica między etatem wojennym a stanem ewidencyjnym czasu pokojowego i można je obliczyć według następującego wzoru:
Etatowe potrzeby mobilizacyjne = etat wojenny jednostki wojskowej — stan ewidencyjny jednostki w czasie pokoju
Ponadetatowe potrzeby mobilizacyjne:
- grupy zabezpieczenia ukompletowania (GZU) etatowych potrzeb mobilizacyjnych
- grupy zabezpieczenia dostarczenia (GZD), np. środki transportowe czy maszyny do prac ziemnych
- mobilizacyjne uzupełnienie wakatów (MUW).

Zasoby osobowe stanowią żołnierze pełniący czynną służbę wojskową w czasie pokoju oraz żołnierze rezerwy. Ci ostatni dzielą się na: 
- rezerwę alarmową (osoby posiadające przydziały mobilizacyjne)
  - rezerwa wyszkolona – żołnierze zawodowi, oficerowie do 60 roku życia i podoficerowie do 50 roku życia, będący na przydziałach mobilizacyjnych do 5-7 lat od zakończenia służby wojskowej.
  - rezerwa niewyszkolona
- rezerwę bierną

byli żołnierze służby czynnej bez nadanych przydziałów
- rezerwę ogólną

osoby po kwalifikacji wojskowej bez odbycia czynnej służby wojskowej
- rezerwę niekwalifikowaną.

osoby której ze względu na wiek, stan zdrowia i wyszkolenia nie można wykorzystać do wykonywania zadań obronnych
Przygotowania zasobów rezerw osobowych na potrzeby mobilizacyjne osiągną się poprzez:
- prowadzenie wnikliwej analizy potrzeb mobilizacyjnych jednostek wojskowych,
- opracowanie właściwej koncepcji, zasad i sposobów pozyskiwania rezerw,
- podejmowanie działań (szkoleń) mających na celu przygotowanie osób funkcyjnych do działania na polu walki.

W celu zapewnienia obsady stanowisk etatowych sił zbrojnych czasu „W”, wytypowanym żołnierzom rezerwy i pracownikom wojska  nadaje się przydziały mobilizacyjne i pracownicze przydziały mobilizacyjne w następujący sposób:
- żołnierzom rezerwy, których w pierwszej kolejności przewiduje się powołać do czynnej służby wojskowej w czasie wojny nadaje się przydziały mobilizacyjne na stanowiska określone w etacie jednostki wojskowej na czas wojny.
- pracownikom zatrudnionym w jednostkach wojskowych mogą być nadawane w czasie pokoju pracownicze przydziały mobilizacyjne na stanowiska pracownicze określone w etacie jednostki wojskowej na czas wojny.